# Muğla (provincie)
Muğla is een provincie in Turkije. De provincie is 12.716 km² groot. Het is gelegen aan de Middellandse Zee in het uiterste zuidwesten van Turkije, ten noordoosten van het Griekse eiland Rhodos. De hoofdstad is het gelijknamige Muğla en de provincie kent 715.328 (2000) inwoners.

## Toerisme
Muğla staat vooral bekend om haar toerisme, die vrijwel volledig is gesitueerd aan de kust. Bekende badplaatsen zijn Bodrum, Marmaris en Fethiye. De stad Muğla ligt in het binnenland en de luchthaven Dalaman fungeert als de lokale vlieghaven, waar vooral toeristen gebruik van maken.

## Geografie
Een groot deel van de kust van Muğla is onderdeel van de Lycische Kust en kenmerkt zich door de vele schiereilanden, baaien en de groene beboste bergen. Een ander opvallend kenmerk van deze kust is de beschermde en unieke Dalyan Delta.

## Geschiedenis
De provincie is door de geschiedenis heen bewoond geweest door respectievelijk; de Hittieten, de Lyciërs, de Grieken, de Romeinen, Byzantijnen en de Turken. De bekendste historische nederzetting is die van Kaunos, in de buurt van Dalyan.

## Bestuurlijke indeling

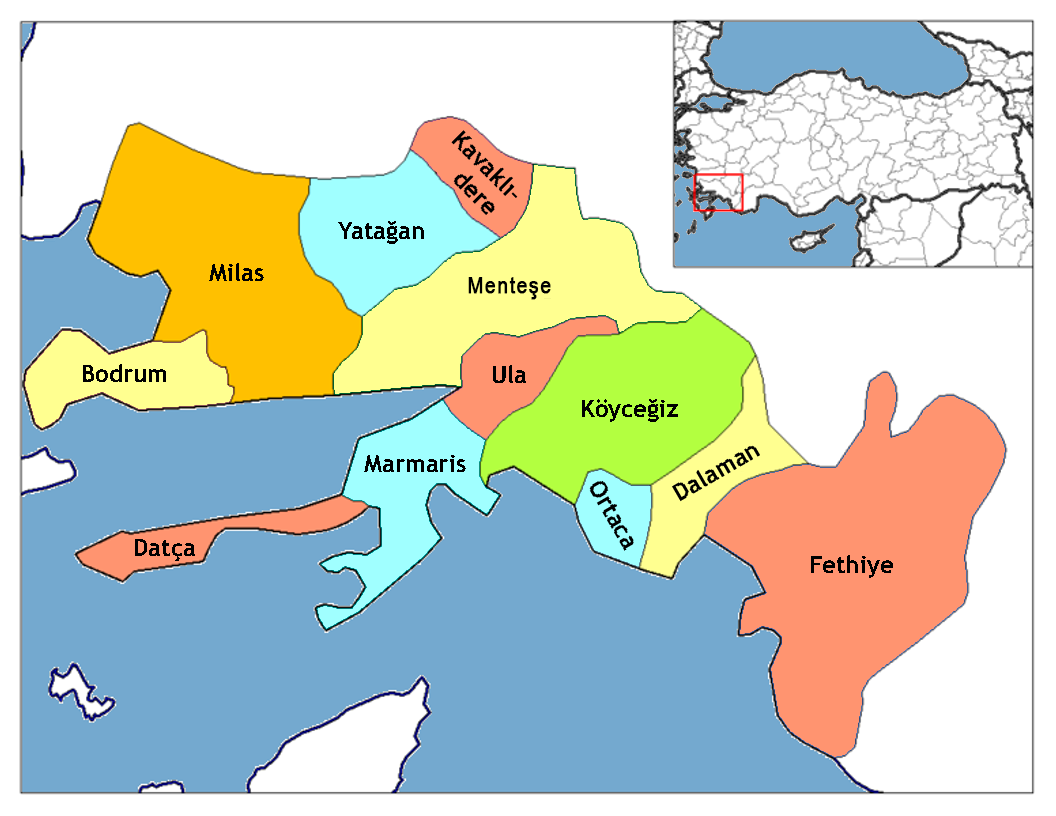
Districten van Muğla

### Districten
De provincie bestaat uit de volgende 12 districten:
| - Bodrum - Dalaman - Datça - Fethiye | - Kavaklıdere - Köyceğiz - Marmaris - Milas | - Muğla - Ortaca - Ula - Yatağan |